# 프레야 스태퍼드
프레야 스태퍼드(Freya Stafford, 1977년 1월 21일 ~ )는 오스트레일리아의 배우이다.

## 출연 작품
- 타임 패러독스 (2014)
- 섬머 코더 (2010)
- 더 클리닉 (2009)
- 똑바로 살아라 (2003)